# شينجي أوتسكا
شينجي أوتسكا (باليابانية: 大塚 真司) (مواليد 29 ديسمبر 1975)، هو لاعب كرة قدم ياباني سابق كان يلعب كلاعب وسط.

## وصلات خارجية
- شينجي أوتسكا على موقع الاتحاد الدولي (مؤرشف)  (الإنجليزية)
- شينجي أوتسكا على موقع رابطة كرة القدم اليابانية للمحترفين (اليابانية)
- شينجي أوتسكا على موقع قاعدة بيانات كرة القدم.إي يو (الإنجليزية)
- شينجي أوتسكا على موقع Soccerway.com (الإنجليزية)
- شينجي أوتسكا على موقع عالم كرة القدم.نت (الإنجليزية)